# Королівське фотографічне товариство
Royal Photographic Society (укр. Королівське Фотографічне Товариство) створене 1853 року у Великій Британії товариство «для заохочення науки і мистецтва фотографії».
Передбачає різні рівні володіння фотографічним мистецтвом і влаштовує велику кількість програм, лекцій й заходів, на всій території Сполученого Королівства та за кордоном, за допомогою місцевих груп та груп зі схожими особистими інтересами. Товариство володіє великою колекцією історичних фотографій, фото-обладнання та книг, яка зберігається в Національному Музеї Медіа (англ. National Media Museum), у Бредфорді. 